# Hemel Hempstead Town FC
Hemel Hempstead Town FC is een voetbalclub uit Engeland, die in 1885 is opgericht en afkomstig is uit Hemel Hempstead. De club speelt anno 2019 in de National League South.

## Erelijst
- Southern League Premier Division champions : 2013-2014
- Isthmian League Division Two champions : 1999-2000
- Isthmian League Division Three champions : 1997–1998
- Spartan League Division One champions : 1933–1934
- League Cup : 1933–1934
- Hertfordshire Senior County League : 1899–1900
- Western Division : 1902–1903, 1906–1907
- West Herts League : 1894–1895, 1897–1898, 1904–1905
- Herts Senior Cup : 1905–1906, 1907–08, 1908–1909, 1925–1926, 2012–2013, 2014–2015
- Herts Charity Shield : 1925–1926, 1934–1935, 1951–1952, 1963–1964, 1976–1977, 1983–1984
- Herts Charity Cup : 2004–2005, 2008–2009, 2009–2010

## Bekende (oud-)spelers
- Manny Duku

Aveley ·
Bath City ·
Boreham Wood ·
Chelmsford City ·
Chesham United ·
Chippenham Town ·
Dorking Wanderers ·
Eastbourne Borough ·
Enfield Town ·
Farnborough ·
Hampton & Richmond Borough ·
Hemel Hempstead Town ·
Hornchurch ·
Maidstone United ·
Salisbury ·
Slough Town ·
St. Albans City ·
Tonbridge Angels ·
Torquay United ·
Truro City ·
Welling United ·
Weston-super-Mare ·
Weymouth ·
Worthing ·